# Elvis in Concert
| Recensione   | Giudizio |
| ------------ | -------- |
| AllMusic     | [ 2 ]    |
| MusicHound   | [ 3 ]    |
| Rough Guides | [ 4 ]    |

Elvis in Concert è un album discografico contenente la colonna sonora dell'omonimo speciale televisivo della CBS che mostra alcune delle ultime esibizioni in concerto di Elvis Presley.
Filmati e registrati nel giugno 1977, sia lo special che l'album vennero trasmessi e pubblicati il 3 ottobre 1977, (anche il singolo My Way / America the Beautiful venne pubblicato lo stesso giorno) due mesi dopo la morte di Presley. L'album raggiunse la posizione numero 5 della classifica di Billboard negli Stati Uniti alla fine del 1977.

## Descrizione
Lo show venne girato in due giorni riprendendo due concerti di Presley, uno a Omaha il 19 giugno e il secondo a Rapid City, il 21. Secondo le intenzioni dei produttori, le esibizioni erano state riprese per la realizzazione di uno special televisivo dedicato a Elvis, ma l'evidente deterioramento delle condizioni fisiche del cantante, avevano messo in stand-by l'intero progetto. Dopo la morte di Presley, i dirigenti della CBS decisero di mandare in onda lo special come tributo all'artista appena scomparso. Sebbene i concerti del 19 e 21 giugno 1977 siano effettivamente le ultime esibizioni live di Elvis Presley ufficialmente registrate e pubblicate, e il padre di Elvis, Vernon Presley, registrò un messaggio che fu trasmesso alla fine dello speciale TV e incluso sul disco della colonna sonora, nel quale affermò erroneamente che le performance ivi contenute erano l'ultima apparizione in pubblico di Elvis; esistono le prove che Elvis fece altri cinque concerti. Il vero ultimo concerto di Elvis ebbe luogo domenica 26 giugno 1977 alla Market Square Arena di Indianapolis, Indiana. In quell'occasione non furono eseguite registrazioni ufficiali, ma esistono numerosi bootleg che contengono l'esibizione.
Durante la trasmissione, Presley eseguì una selezione dei suoi successi, insieme ad altri brani normalmente non a lui associati. Dalle immagini del concerto, sono evidenti le non ottimali condizioni psicofisiche di Presley, che appare affaticato, gonfio e appesantito oltremisura. Durante l'esecuzione di My Way, nonostante la interpretasse ormai da parecchio tempo, si dimentica le parole del testo e ha bisogno di leggerle da un foglio che tiene in mano mentre canta, inoltre ha dei problemi di concentrazione anche durante Are You Lonesome Tonight?, della quale dimentica e improvvisa gran parte del testo.
L'album venne pubblicato come doppio LP, con sul secondo disco brani aggiuntivi non trasmessi durante lo speciale televisivo.

## Tracce
Disco 1
1. Elvis fans comments / Opening riff
2. Also Sprach Zarathustra
3. See See Rider
4. That's All Right
5. Are You Lonesome Tonight?
6. Teddy Bear/Don't Be Cruel
7. Elvis fans comments
8. You Gave Me a Mountain
9. Jailhouse Rock
10. Elvis fans comments
11. How Great Thou Art
12. Elvis fans comments
13. I Really Don't Want To Know
14. Elvis introduces his father
15. Hurt
16. Hound Dog
17. My Way
18. Can't Help Falling in Love
19. Closing riff
20. Special message from Elvis's father

Disco 2
1. I Got a Woman / Amen
2. Elvis talks
3. Love Me
4. If You Love Me
5. 'O sole mio / It's Now or Never
6. Trying to Get to You
7. Hawaiian Wedding Song
8. Fairytale
9. Little Sister
10. Early Morning Rain
11. What'd I Say
12. Johnny B. Goode
13. And I Love You So

## Formazione
- Elvis Presley - voce, pianoforte e chitarra acustica
- James Burton,  John Wilkinson, Chip Young, Alan Rush - chitarra elettrica
- Charlie Hodge - chitarra acustica
- Jerry Scheff, Dennis Linde, Norbert Putnam - basso
- Ronnie Tutt, Randy Cullers - batteria
- David Briggs - pianoforte e organo
- Bobby Ogdin - pianoforte elettrico
- Tony Brown - pianoforte
- Farrel Morris - percussioni e campane
- The Sweet Inspirations, J.D. Sumner, The Stamps, Kathy Westmoreland, Sherril Nielsen - coro
- Jane Fricke, Lee J. Beranetti, Sherilyn Kramer, Yvonne Hodges - coro
- Joe Guercio - direttore d'orchestra